# Catoria misticia
Catoria misticia är en fjärilsart som beskrevs av Louis Beethoven Prout 1929. Catoria misticia ingår i släktet Catoria och familjen mätare. Inga underarter finns listade i Catalogue of Life.